# Зубрівка

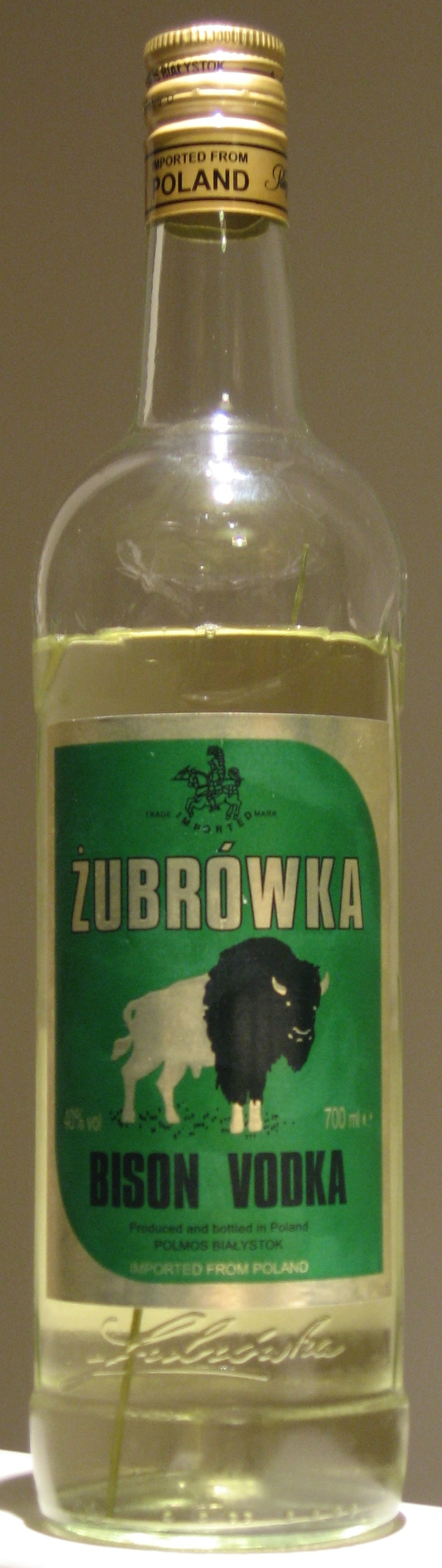
Пляшка польської зубрівки.

Зубрі́вка (пол. Żubrówka, біл. Зуброўка; відома англ. Bison Vodka, Bison Grass Vodka) — міцний (40 %) алкогольний напій, різновид горілки, настій горілки на основі широковідомої в Україні чаполочі пахучої (біл. зуброўка духмяная). Цю рослину називають зубрівкою або зубровкою також на Подніпрянщині. Напій «зубрівка» походить з Польщі (поряд з настоянкою Żubrówka там ще є Grasovka) і є традиційним польським, білоруським та українським напоєм.
Вживається як аперитив. Подається зубрівка до холодного м'яса, дичини, птиці та холодних закусок. Наявний у чаполочі глікозид кумарин надає настоянці характерного аромату та сприяє апетиту й ліпшому перетравленню їжі.
На сайтах торгової марки вказано, що горілка на основі зубрової трави (чаполочі пахучої, або в англійській адаптації — бізонової трави) вперше була винайдена в 15 столітті. У 15 столітті польська шляхта додавала до горілки зуброву траву. В основному для смаку, але не тільки.... Вони вірили, що зуброва трава була афродизіаком, який надавав силу та енергію зубрам.

## Нагороди
Польські зубрівки кілька разів нагороджувались на конкурсах спиртних напоїв золотими та срібними медалями. Вона також отримала «Internaational High Quality Trophy» на світових конкурсах якості, організованих за участі Monde Selection у 2008 році. У 2012 році два продукти цієї марки (Горілка Зубрівка Біла та Горілка Зубрівка Бізон на Траві) були нагороджені Золотим знаком якості та знаком якості «Велике золото» відповідно, присудженими Monde Selection, Міжнародним Інститутом Якості.

## Права власності на бренд та виробництво
Żubrówka це зареєстрований у ЄС бренд, який виготовляється на білостоцькому лікеро-горілчаному заводі Polmos. До 2013 Зубровка належала польській компанії Central European Distribution Corporation. Однак через фінансові проблеми компанія була продана Roust Corporation, російському холдингу, який належить мільярдеру Рустаму Таріко. Однак у 2022 року бренд за майже мільярд доларів придбала інша польська компанія Maspex Group